# Naftali
Naftali er patriarken Jakobs sjette søn og anden søn med Bilha efter Dan. Naftali er stamfar til en af de tolv stammer.
Navnet Naftali betyder på Hebraisk (hebraisk: נַפְתָּלִי) "at kæmpe", ligesom det står: Og Rakel sagde: "Gudskampe har jeg kæmpet med min Søster og sejret." Derfor gav hun ham navnet Naftali. (Første Mosebog 30:8).